# 빌리어네어 보이즈 클럽 (기업)
빌리어네어 보이즈 클럽(영어: Billionaire Boys Club)은 미국의 의류 기업이다. 2005년 퍼렐 윌리엄스와 NIGO가 설립하였다. 상품은 대부분 한정판으로 제작되며, 보통 고가로 판매된다.

## 같이 보기
- 안티 소셜 소셜 클럽
- 버질 아블로
- OVO 사운드
- 크롬하츠
- 더헌드레드
- 스투시
- 수프림 (브랜드)